# Марко Штреллер
Марко Штреллер (нім. Marco Streller, нар. 18 червня 1981, Базель) — швейцарський футболіст, нападник клубу «Базель».
Також відомий виступами за німецький «Штутгарт» і національну збірну Швейцарії.

## Клубна кар'єра
Народився 18 червня 1981 року в місті Базель. Вихованець юнацьких команд футбольних клубів «Еш» та «Арлесгайм».
У дорослому футболі дебютував 2000 року виступами за команду клубу «Базель», в якій провів один сезон, взявши участь у 63 матчах чемпіонату. Протягом 2001—2002 років захищав на умовах оренди кольори базельської «Конкордії».
Своєю грою за останню команду знову привернув увагу представників тренерського штабу клубу «Базель», до складу якого повернувся з оренди 2002 року. Цього разу відіграв за команду наступні два сезони своєї ігрової кар'єри. Більшість часу, проведеного у складі «Базеля», був основним гравцем атакувальної ланки команди. Протягом 2002—2003 років грав на умовах оренди за «Тун».
2004 року уклав контракт з клубом «Штутгарт», у складі якого провів наступні два роки своєї кар'єри гравця. Граючи у складі «Штутгарта» також здебільшого виходив на поле в основному складі команди.
З 2006 року один сезон захищав кольори команди клубу «Кельн» як орендований гравець.
Повторно приєднався до складу «Базеля» 2007 року. Відтоді встиг відіграти за цю команду 149 матчів в національному чемпіонаті.

## Виступи за збірні
Протягом 2000—2002 років залучався до складу молодіжної збірної Швейцарії. На молодіжному рівні зіграв у 13 офіційних матчах, забив 6 голів.
2003 року дебютував в офіційних матчах у складі національної збірної Швейцарії. До припинення виступів за збірну у 2011 провів у її формі 37 матчів, забивши 12 голів.
У складі збірної був учасником чемпіонату світу 2006 року у Німеччині, а також домашнього для швейцарців чемпіонату Європи 2008 року.

## Титули і досягнення
- Чемпіон Німеччини (1):

«Штутгарт»: 2006-07
- Чемпіон Швейцарії (8):

«Базель»: 2003-04, 2007-08, 2009-10, 2010-11, 2011-12, 2012-13, 2013-14, 2014-15
- Володар Кубка Швейцарії (3):

«Базель»: 2007-08, 2009-10, 2011-12